# (500306) 2012 QY46
(500306) 2012 QY46 es un asteroide perteneciente al cinturón de asteroides, descubierto el 9 de septiembre de 2007 por el equipo del Spacewatch desde el Observatorio Nacional de Kitt Peak, Arizona, Estados Unidos.

## Designación y nombre
Designado provisionalmente como 2012 QY46.

## Características orbitales
2012 QY46 está situado a una distancia media del Sol de 3,083 ua, pudiendo alejarse hasta 3,417 ua y acercarse hasta 2,750 ua. Su excentricidad es 0,108 y la inclinación orbital 9,204 grados. Emplea 1978,17 días en completar una órbita alrededor del Sol.

## Características físicas
La magnitud absoluta de 2012 QY46 es 16,3.